# Statue du Christ de Seidnaya
La statue du Christ de Seidnaya (intitulée Je suis venu pour sauver le monde) est une statue en bronze sculptée par Artush Papoian et installée le 14 octobre 2013 dans les montagnes de la Syrie.
Elle mesure 12,3 m de haut, et 32 m au total avec le socle.
Elle est l’œuvre de l’Arménien Artush Papoian. 